# Giuseppe Molteni
Giuseppe Molteni (Affori, Milánó, 1800 – Milánó, 1867) olasz festőművész.

## Életpálya
Művészeti tanulmányait a Brera Academynél folytatta. Pénzügyi okok miatt elhagyta a képzőintézetet, Bolognába ment, ahol Molteni Giuseppe Guizzardi tanulójaként festmények restaurálását végezte. Milánóba visszatérve a legkeresettebb restaurátor lett. Szakmai munkáját elismerve a Louvre, a British Museum és Európa festménygyűjteménnyel rendelkező múzeumai vették igénybe tanácsadását, munkáját.
1828-tól egy új műfajt, az arcképfestés művészetét vezette be. A portrékészítés közben ügyelt a beállításokra, a kor fényűző ruházatát aprólékos ábrázolással tette emlékezetessé. Munkájának eredetiségét Francesco Hayez művészetével hasonlították össze. 1837-ben Bécsben megfestette Ferdinánd Károly portréját. Bécsi tartózkodása alatt szakmai és emberi barátságot kötött Friedrich von Amerling festővel. Munkáival 1850-ig rendszeresen megjelent különböző kiállításokon. 1950-ben kinevezték a Brera Academy vezetőjének.

## Szakmai sikerek
Szakmai munkásságát 1837-ben a nyilvánosság és a kritika elismerően dicsérte. Ismertebb portréi: Alessandro Manzoni, Ferdinánd Károly, Giovanni Migliara festő.